# Drew Gelinas
Andrew „Drew“ Gelinas ist ein US-amerikanischer Biathlet.
Drew Gelinas besuchte von 1989 bis 1993 das Saint Michael’s College in Burlington. Er lebt in Surry dient im Range eines Sergeant 1st Class bei der Nationalgarde Utahs. 2006 bis 2008 arbeitete er als Techniker für das US-Ski-Team und hier vor allem für die Nordischen Kombinierer, 2009/10 als Satellite Operator für die 19th Special Forces der US Army. 2011 wurde er einer von zwei Repräsentanten für Atomic in Nordost-Neuengland.
Gelinas gehörte während seines Studiums dem Skilanglaufteam seiner Universität an. Später wurde er Mitglied des Nationalteams der Nationalgarde der USA. Bei den Nordamerikanischen Meisterschaften im Sommerbiathlon 2009 in Jericho wurde Gelinas 18. sowohl des Sprints als auch der Verfolgung. Im September des Jahres nahm er mit mehreren weiteren Nationalgarde-Biathleten an den Biathlon-Südamerikameisterschaften 2009 in Chile teil. Aufmerksamkeit erregten er mit Douglas Bernard und Shawn Blanke hier nicht aufgrund sportlicher Leistungen, sondern weil sie an den Rettungsarbeiten nach einem Helikopterabsturz maßgeblich beteiligt waren.

## Belege
1. ↑  Utah Guard Biathletes Compete at CNGB Championships (Memento vom 27. Februar 2013 im Internet Archive), abgerufen am 10. April 2024.
2. ↑   Bob Collins and Drew Gelinas to Rep Atomic Nordic in New England (Memento vom 14. November 2011 im Internet Archive), abgerufen am 10. April 2024.
3. ↑  Biathletes rescue helicopter crash victims in Chile (Seite nicht mehr abrufbar, festgestellt im April 2018. Suche in Webarchiven)  Info: Der Link wurde automatisch als defekt markiert. Bitte prüfe den Link gemäß Anleitung und entferne dann diesen Hinweis.

| Personendaten    | Personendaten              |
| ---------------- | -------------------------- |
| NAME             | Gelinas, Drew              |
| ALTERNATIVNAMEN  | Gelinas, Andrew            |
| KURZBESCHREIBUNG | US-amerikanischer Biathlet |
| GEBURTSDATUM     | 20. Jahrhundert            |